# Refractohilum peltigerae
Refractohilum peltigerae är en lavart som först beskrevs av Karl von Keissler och som fick sitt nu gällande namn av David Leslie Hawksworth. 
Refractohilum peltigerae ingår i släktet Refractohilum, divisionen sporsäcksvampar och riket svampar. Arten är reproducerande i Sverige.